# Heilig-Kreuz-Kirche (Jaderberg)

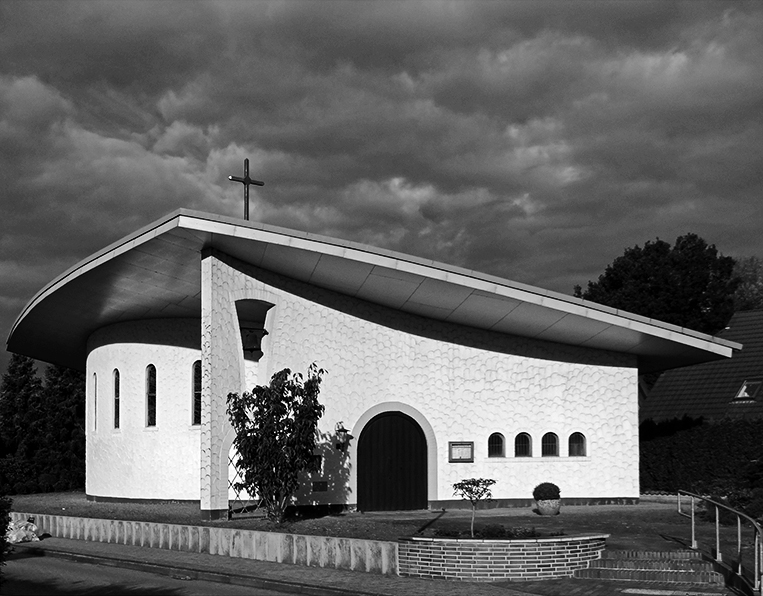
Katholische Heilig-Kreuz-Kirche in Jaderberg

Die Heilig-Kreuz-Kirche ist eine römisch-katholische Filialkirche der Pfarrei St. Bonifatius (Varel). Sie trägt das Patrozinium des Heiligen Kreuzes, an dem Jesus starb, und gehört zum Dekanat Wilhelmshaven im Bistum Münster. Das Gotteshaus in der niedersächsischen Stadt Jaderberg ist eine Saalkirche im Stil der Moderne und bietet 80 Gläubigen Platz.

## Geschichte
Nach der Reformation im 16. Jahrhundert lebten im Landkreis Wesermarsch nur ganz wenige Katholiken. Nach dem Zweiten Weltkrieg fanden etwa 1.600 katholische Flüchtlinge und Vertriebene vor allem aus Schlesien eine neue Heimat in der politischen Gemeinde Jade. Die Betreuung übernahm ein eigener Seelsorger, der zuerst in Varel und dann in Jaderberg wohnte. Weil die Gottesdienste meistens in Schulen oder in der evangelischen Kirche in Jade stattfinden mussten, wünschten sich die 500 noch Ende der 1950er Jahre im Seelsorgebezirk Jade lebenden Katholiken ein eigenes Gotteshaus.
Die nach den Plänen des Architekten Ludger Sunder-Plaßmann (Cloppenburg) 1958 gebaute Kirche ist ein moderner weißer Bau mit einem fischförmigen Grundriss und wurde dem Heiligen Geist geweiht. 1979 starb der aus Schlesien stammende Priester, der seit 1947 in der Region Jade als Seelsorger wirkte. Seit diesem Jahr wird die Kirchengemeinde vom zuständigen Pfarrer in Varel mitbetreut. Die Gottesdienste werden in der Gegenwart nur einmal pro Monat in der Heilig-Kreuz-Kirche in Jaderberg gefeiert.
Durch Fusion entstand am 2. Dezember 2007 die neue Kirchengemeinde St. Bonifatius (Varel) aus den Pfarreien Varel und Bockhorn, der Kapellengemeinde Zetel und dem Pfarrrektorat Jaderberg.
Am 1. Januar 2024 schlossen sich die Pfarreien St. Bonifatius (Varel), St. Willehad (Wilhelmshaven), St. Marien (Brake), St. Benedikt (Jever), St. Willehad (Wangerooge) sowie St. Willehad (Nordenham) zusammen zum Katholischen Kirchengemeindeverband „Pastoraler Raum Wilhelmshaven“.

## Glocken
Im Gegensatz zu den meisten Gotteshäusern besitzt die Heilig-Kreuz-Kirche in Jaderberg nur eine einzige Glocke. Diese Bronzeglocke (Ø 45 cm) hat den Schlagton gis1 und wurde 1958 von der Firma Feldmann & Marschel in Münster gegossen.